# Jamie Wood
Jamie Wood (ur. 21 września 1978 w Salford) – kajmański piłkarz angielskiego pochodzenia występujący na pozycji napastnika. Jego ostatnim klubem było walijskie The New Saints, z którego został zwolniony w maju 2011 roku po ośmiu latach gry.